# Parti de la jeunesse
Le Parti de la jeunesse (roumain: Partidul Oamenilor Tineri; POT, lit. 'Je peux/ Ils peuvent') est un parti politique d'extrême droite roumain.

## Historique
Le parti envisage un temps de soutenir la candidature de sa présidente Anamaria Gavrilă à l'élection présidentielle roumaine de 2024, avant de rallier celle de Călin Georgescu.

## Résultats électoraux

### Élections législatives
| Année | Chambre des députés | Chambre des députés | Chambre des députés | Sénat   | Sénat | Sénat   | Gouvernement |
| Année | Voix                | %                   | Mandats             | Voix    | %     | Mandats | Gouvernement |
| ----- | ------------------- | ------------------- | ------------------- | ------- | ----- | ------- | ------------ |
| 2024  | 596 736             | 6,46                | 24 / 331            | 591 927 | 6,39  | 9 / 136 | Opposition   |